# Ашешов, Николай Петрович
Николай Петрович Ашешов (1866—1923) — русский журналист и редактор, который печатался под псевдонимами Ожогов, Ал. Ожигов, Пончь, Орест Г., Ревокат, Бебешин, Н. Чистоплотный, Н. Волжин, Н. Нижегородских, Piccolo и другими.

## Биография
Родился 11 (23) декабря 1866 года в Одессе. Отец — крестьянин деревни Бараново Ивановской волости Ростовского уезда Ярославской губернии; служил в Петербурге приказчиком в лавках, в 1850-х годах переехал в Одессу, где с помощью своего дяди А. М. Посохова открыл свой магазин.
В 1885 году, после окончания 3-й одесской гимназии, Н. П. Ашешов поступил в Московский университет, сначала на физико-математический факультет по естественному отделению, а через год на юридический факультет Московского университета, из которого был отчислен за неблагонадежное поведение в 1890 году, но после восстановления по ходатайству профессуры смог успешно окончить курс с дипломом 1-й степени в 1891 году.  В том же году у него родился сын Игорь Николаевич Ашешов (1891—1961), ставший бактериологом.
Свою деятельность в роли публициста начал в 1892 году в газете «Русская жизнь», которая находилась под пристальным присмотром властей и вынесла ряд цензурных взысканий: одно предостережение, пять воспрещений розничной продажи и три прекращения печатания частных объявлений. Деятельность юного литератора также не понравилась властям и в том же 1892 году против Н. П. Ашешова было возбуждено дело и, согласно статье 416 Устава Уголовного Суда, автор отдан под особый надзор полиции и выслан из Москвы. Жил в Самаре, где работал помощником присяжного поверенного.

С января 1893 года по 1894 год редактировал «Самарскую газету». Самарский полицмейстер писал городскому приставу I части следующее поручение: «Милостивый Государь, я предписываю иметь постоянный личный надзор за Ашешовым. Причём поручаю Вам негласно наблюдать, не вступил ли Ашешов в распорядители по типографии Новикова и заведование „Самарской газетой“». А. А. Смирнов вспоминал, что Ашешов, при содействии Ещина, за исключением хроники, делал едва ли не весь номер; его перу принадлежали обозрения, фельетоны на местные злобы дня и «передовицы» издания. Российский журналист Н. Самойлов, проживавший в то время в Самаре, писал об Ашешове:

«В моей памяти сохранился этот высокий человек с изломанными бровями под прозрачной синевой очков, насмешливыми губами и бородкой Мефистофеля, „газетчик“ до мозга костей… Острый и живой в общении, легко сходившийся с людьми, он прекрасно ладил со своим партнером и был одинаково желанным гостем и в купеческих гостиных, и в салонах либеральных земцев. Газета через него тесно сближалась с жизнью».

То, что газета «не дает спокойных дней здешней публике. Она колется как ёж…» Максим Горький считал заслугой Ашешова. Помимо этого, Ашешову удалось привлечь к сотрудничеству таких видных авторов того времени, как Максим Горький, Е. Н. Чириков, Р. Э. Циммерман, А. К. Клафтон, М. Г. Григорьев, Н. П. Маслов и др. Благодаря этому, провинциальное издание пользовалось немалым авторитетом. Нередким гостем в доме Ашешова (нынешняя улица Фрунзе,153) была Александра Леонтьевна Толстая с двенадцатилетним сыном Алексеем, которая также размещала в газете свои очерки и рассказы.
Летом 1895 года Николай Ашешов по семейным обстоятельствам уехал из Самары в Нижний Новгород. В 1895—1897 годах он был фактическим редактором «Нижегородского листка». Этому назначению во многом способствовала рекомендация Горького, который написал В. Г. Короленко, что Ашешов «ценный, живой человек» и сумеет сделать «и из „Листка“ хорошую газету».
Получив в 1898 году возможность переехать в Москву, Ашешов стал сотрудником «Курьера», а с 1890 года работал в петербургских изданиях («Новости», «Неделя», «Санкт-Петербургские ведомости», «Образование») по вопросам внутренней жизни и литературной критики. 
В 1922 году был в числе основателей журнала «Новая Россия».
Николай Петрович Ашешов скончался от туберкулёза 9 марта 1923 года. Похоронен на Литераторских мостках в Санкт-Петербурге.

## Комментарии
1. ↑  Андрей Михайлович Посохов, почётный гражданин Одессы, имевший четверых сыновей (в их числе Сергей и Андрей) и двух дочерей, был братом Ильи Михайловича Посохова — деда А. В. Колчака.